# Voivodato de Varmia y Masuria
El voivodato de Varmia y Masuria (o Warmia y Mazuria; en polaco: Województwo warmińsko-mazurskie; en alemán: Woiwodschaft ermland-masuren) es una de las 16 provincias (voivodatos) que conforman la República de Polonia, según la división administrativa del año 1998.Está conformado,como su nombre lo dice,por las regiones históricas de Varmia y Masuria

## Divisiones
Ciudades-distrito
- Olsztyn - 176.522
- Elbląg - 127.055

Distritos
- Distrito de Olsztyn - 113.530
- Distrito de Ostróda - 105.286
- Distrito de Iława - 89.960
- Distrito de Ełk - 84.780
- Distrito de Szczytno - 69.290
- Distrito de Kętrzyn - 66.165
- Distrito de Działdowo - 65.110
- Distrito de Bartoszyce - 61.355
- Distrito de Pisz - 57.560
- Distrito de Giżycko - 56.863
- Distrito de Elbląg - 56.412
- Distrito de Mrągowo - 50.087
- Distrito de Braniewo - 43.780
- Distrito de Nowe Miasto - 43.390
- Distrito de Lidzbark - 43.010
- Distrito de Olecko - 34.215
- Distrito de Nidzica - 33.955
- Distrito de Gołdap - 26.990
- Distrito de Węgorzewo - 23.645